# Fédération ouvrière du Chili
 (octobre 2020).
Si vous disposez d'ouvrages ou d'articles de référence ou si vous connaissez des sites web de qualité traitant du thème abordé ici, merci de compléter l'article en donnant les références utiles à sa vérifiabilité et en les liant à la section « Notes et références ».
La Fédération Ouvrière du Chili (Federación Obrera de Chile, FOCH) était une centrale syndicale, active au Chili entre 1909 et 1936. Fondée originellement sous le nom de Grande Fédération Ouvrière du Chili (Gran Federación Obrera de Chile), elle a adopté sa forme usuelle en 1919. À partir de cette date, elle s'est imposée comme la principale centrale syndicale du pays, jouant un rôle similaire à celui de l'ancienne Fédération de Travailleurs du Chili (Federación de Trabadojes de Chile, FTCH 1906-1907), elle était animée par des militants d'orientation socialiste et anarchiste. Fédéralistes, aucune des deux centrales n'envisageaient une unité organique afin de permettre une confluence ample de courants idéologiques.

## La Grande Fédération Ouvrière du Chili (1909-1919)
Les origines du syndicat se trouvent dans la campagne pétitionnaire de collecte de signatures des travailleurs ferroviaire pour poursuivre l'Entreprise des chemins de fer de l'État (Empresa de los Ferrocarriles del Estado, EFE) devant les tribunaux. En effet, en 1908, la direction de l'EFE avait décider de déduire arbitrairement 10 % des salaires de ses employés pour pallier le déficit de ses bilans. Avec l'aide de Pablo Marín Pinuer, un avocat conservateur, les cheminots fondent le 18 septembre 1909 la Grande Fédération Ouvrière du Chili. Pinuer mène la défense légale, obtenant le retour du 10 % en 1919 par sentence judiciaire. Pinuer fit don de 10 000 pesos or des 300 000 qui lui revenaient à titre d'honoraires. Il obtient aussi la personnalité juridique pour la FOCH le 11 septembre 1912.
Dans les premiers temps, la FOCH est dirigée par Emilio Cambie (président de 1909 à 1914). Les revendications initiales sont les droits à la sécurité sociale, à l'éducation, au travail. La FOCH se propose pour intervenir dans les conflits entre les patrons et ouvriers en tant que négociatrice pacifique. Jusqu'à la deuxième Convention, en septembre 1917, la Fédération fonctionnait comme une société de secours mutuels. Par cet aspect, la FOCH ne se distinguaient guère des organisations antérieures comme le Congrès Social Ouvrier, qui groupait les sociétés mutuelles (1900). Lors de la deuxième Convention Fédérale, les délégués rattachés au Parti ouvrier socialiste (Partido Obrero Socialista, POS), dirigés par Luis Emilio Recabarren, la convertissent en une fédération syndicale nationale, ouvrent l'affiliation  à tous les travailleurs de façon générale sans exclusions.

## La FOCH (1919-1936)
Lors de la 3e Convention, en septembre 1919, tenue à Concepción, des changements importants et radicaux se sont produits. Le nom du syndicat a été abrégé en Fédération Ouvrière du Chili, le drapeau rouge a été adopté en tant qu'emblème de la FOCH et enfin, une nouvelle déclaration de principes a été adoptée.
La FOCH participe à la création de l'Assemblée Ouvrière d'Alimentation Nationale (Asamblea Obrera de Alimentación Nacional, AOAN) et à l'organisation des manifestations contre la faim du 22 novembre 1918, du 7 février et du 29 août 1919. Par la suite, la FOCH appelle à une grève générale du 3 au 6 septembre en soutien aux ouvriers brasseurs et appuyer les revendications des manifestations contre la faim. L'AOAN et la Fédération des étudiants de l'Université du Chili (Federación de Estudiantes de la Universidad de Chile, FECH) se joignent également à cette grève. À la fin du conflit, le gouvernement établit les Juntes d'Arbitrage et de Conciliation et les ouvriers retournent au travail.
La FOCH s'implique dans de nombreuses luttes ouvrières de l'époque. Elle soutient ainsi la grève de Curanilahue en 1916, la grève nationale portuaire de 1917 et la grève des mines de charbon de Lota (appelée « la longue grève ») en 1920.
Entre 1920 et 1921, l'idée de constituer un parti travailliste ayant pour base le POS et le Parti Démocrate (Partido Demócrata, PD) est mise en avant, qui aurait sa base sociale et syndicale dans la FOCH. Cependant, cette décision est reportée lors de la 3e Convention à la prochaine réunion, en 1921, où l'idée est finalement définitivement écartée.
En décembre 1921, lors de sa 4e Convention, la FOCH s'affilie à l'Internationale Syndicale Rouge. Une réorganisation structurelle est également convenue. Les Conseils Fédéraux sont remplacés par des conseils par activité : Conseil des Industries de l'Alimentation, des Mines, des Transports, de la Construction, Conseils des Services Publics et Conseil des Manufactures. Les juntes provinciales ou départementales et la Junte Exécutive Fédérale ainsi que son Directoire sont maintenues. Par la suite, les mêmes délégués participent en janvier 1922 au 3e Congrès National du POS, qui décide d'adhérer à l'Internationale Communiste et de transformer le parti en Parti Communiste du Chili (PCCh).
Au même moment, face à cette évolution politique, le syndicalisme chilien se divise. En réponse à l'influence grandissante des communistes, une section chilienne des IWW naît en 1919, puis c'est la Fédération Ouvrière Régionale du Chili (FORCH) en 1926, deux syndicats dominés par les anarchistes et anarcho-syndicalistes. Ces organisations se retrouvent en concurrence pour étendre leur influence parmi les travailleurs.
En juin 1925, à la suite de la tuerie du Bureau de La Coruña, une persécution systématique du mouvement ouvrier est entamée. En février 1927, la FOCH, qui regroupait toutes les organisations ouvrières, est rendue illégale de fait par la fermeture de ses locaux, la suspension de ses journaux et l'arrestation de ses dirigeants. L'interdiction du PCCh affecte également la centrale syndicale en raison de la double fonction régulière de militants dudit parti et de dirigeants de la FOCH. Après la chute d'Ibáñez, en 1932, elle ne parvient pas à se relever et doit faire face à la concurrence d'autres centrales et fédérations syndicales comme l'Union des Employés du Chili (UECH, 1924), la Confédération Générale des Travailleurs (1931, anarcho-syndicaliste) et la Confédération Nationale des Syndicats (1934, socialiste). Finalement, la FOCH se dissout le 27 décembre 1936 avec la formation de la Confédération des Travailleurs du Chili (Confederación de Trabajadores de Chile, CTCH) à laquelle s'affilient ses syndicats et des fédérations.
Au cours de son existence, la FOCH a tenu sept Conventions nationales ; elles se sont déroulées aux dates suivantes :
- 1re Convention, 30 au 31 décembre 1911 à Santiago
- 2e Convention, 17 au 18 septembre 1917 à Valparaíso
- 3e Convention, 25 au 31 décembre 1919 à Concepción
- Convention Extraordinaire, 5 au 7 décembre 1920 à Santiago
- 4e Convention, 24 au 31 décembre 1921 à Rancagua
- 5e Convention, 25 au 30 décembre 1923 à Chillán
- 6e Convention, 25 au 30 décembre 1925 à Santiago
- 7e Convention, 20 septembre de 1931 à Valparaíso